# Federació Noruega de Futbol
La Federació Noruega de Futbol (NFF) és l' òrgan de govern del futbol a Noruega. Es va formar l'any 1902 i organitza les seleccions nacionals masculines i femenines, així com els sistemes de lliga masculina i femenina (els nivells superiors de les quals són respectivament l'Eliteserien i la Toppserien). L'actual presidenta de NFF és Lise Klaveness. L'1 de gener de 2004, hi havia 1.814 clubs organitzats a Noruega i 373.532 jugadors registrats. És la federació esportiva més gran de Noruega.
La NFF es va unir a la FIFA el 1908 i a la UEFA el 1954.
La NFF va formar part d'una oferta conjunta fallida amb la SvFF, la DBU i la SPL per acollir el campionat de la UEFA Euro 2008. La SvFF va convidar l'NFF a unir-se a ells per licitar el campionat de l'Eurocopa de la UEFA 2016. L'NFF i els polítics noruecs van expressar el seu suport a aquesta proposta, però finalment l'Eurocopa 2016 va ser concedida a França.

## Fundació
A la primavera de 1902, Lyn va convidar representants de Grane i Spring (ambdós desapareguts) a unir-se per formar una associació nacional de futbol. El 30 d'abril, 14 delegats dels tres clubs es van reunir a l'Hotel Bristol d'Oslo. Aquests eren Trygve Karlsen, Arthur Nordlie, Leif Eriksen i Bredo Eriksen de Lyn; Just Hagemann, Isak Benjaminsen, Walter Aigeltinger i Emil Wettergreen de Grane; i Christen Hummel Johansen, Arne Baggerud, Birger Freihow, Thorleif Wibe i Thorvald Torgersen de Spring. Junts van acordar formar una associació de futbol i van votar 9 a 5 per adoptar el nom proposat per Lyn- Norsk Fodboldforbund . Isak Benjaminsen de Grane va ser adoptat com a primer president.

## Palmarès internacional

### Homes
- Medalla olímpica de bronze 1936

### Sub-21 masculí
- Medalla de Bronze del Campionat d'Europa 1998, 2013

### Dones
- Medalla de plata de la Copa del Món 1991
- Medalla d'or de la Copa del Món 1995
- Medalla d'or olímpica 2000
- Medalla d'or del Campionat d'Europa 1987, 1993
- Medalla de plata del Campionat d'Europa 1989, 1991, 2005, 2013
- Medalla de Bronze del Campionat d'Europa 2009

## Associacions regionals
- NFF Agder
- NFF Akershus
- NFF Buskerud
- NFF Finnmark
- NFF Hordaland
- NFF Hålogaland
- NFF Indre Østland
- Nordland futbollkrets
- Nordmøre og Romsdal futbollkrets
- Futbollkrets d'Oslo
- Rogaland futbollkrets
- Sogn og Fjordane futbollkrets
- Sunnmøre futbollkrets
- Telemark futbollkrets
- Troms futbollkrets
- Trøndelag futbollkrets
- Vestfold futbollkrets
- Østfold futbollkrets

## Presidents
| - Isak Benjaminsen (Grane), 1902–03 - Emil Wettergreen (Grane), 1903–04 - Arthur Nordlie (Lyn), 1904–05 - Sverre Strand (Grane), 1905–06 - HW Benneche (Sarpsborg), 1906–07 - Carl Frølich Hanssen (Mercantile), 1908–09 - Arthur Nordlie (Lyn), 1909–10 - CFB Schøyen (Hamar IL), 1910–13 - Johannes Jordell (Kristiania IF), 1913–14 - Carl Frølich Hanssen (Mercantile), 1914–15 - Daniel Eie (Lyn), 1915–18 |  | - Carl Emil Christiansen (Urædd), 1918–20 - Reidar Bergh (Frigg), 1920–24 - Sam Knutzen (IF Ready), 1924–26 - Daniel Eie (Lyn), 1926–28 - Jacob Ramm (Mercantile), 1928–29 - Per Skou (Lyn), 1929–34 - Bjarne Gulbrandsen (Odd), 1934–36 - Reidar Dahl (Lyn), 1936–41, 1945–49 - Harald Evensen (Moss), 1949–53 - Reidar Dahl, 1953–55 - Aksel W. Floer (Velocitat), 1955–63 |  | - Jørgen Jahre (Sandefjord), 1963–66 - Odd Evensen (Moss), 1966–70 - Einar Jørum (Vålerengen), 1970–80 - Eldar Hansen (Rosenborg), 1980–87 - Per Ravn Omdal (Fossum), 1987–92 - Odd Flattum (Vikersund), 1992–96 - Per Ravn Omdal, 1996–2004 - Sondre Kåfjord (Molde), 2004–2010 - Yngve Hallén (Sogndal), 2010–2016 - Terje Svendsen (Rosenborg), 2016–2022 - Lise Klaveness (Kvernbit), 2022- |